# Поліалфавітний шифр
 Поліалфавітний шифр  (грец. πολύ — багато) -симетричний алгоритм шифрування, який використовує більше ніж один алфавіт.

## Опис
У загальному випадку для шифрування послідовності літер, для кожної нової літери використовують новий підстановочний шифр. Через певну кількість літер алфавіти використовують повторно. Значення кількості використаних підстановочних шифрів називають довжиною ключа.